# Grup Gallec d'Art Rupestre

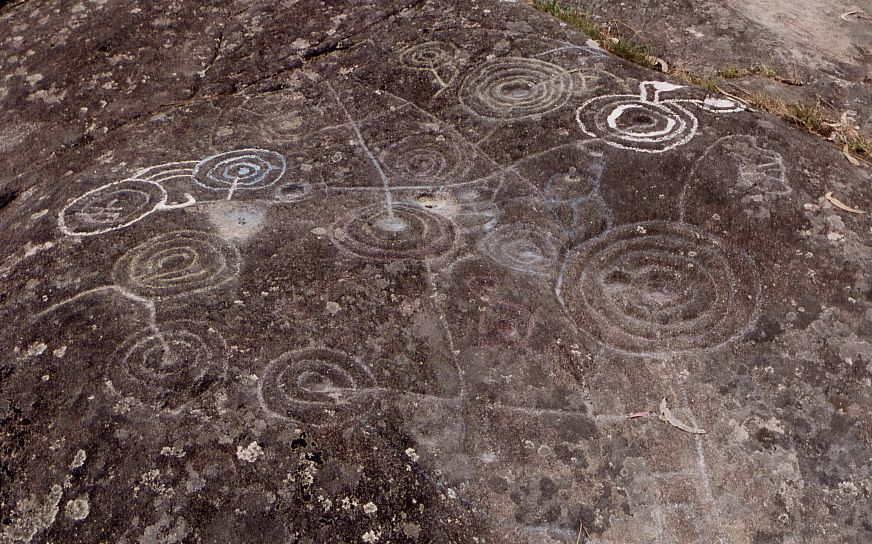
Petròglif de Mogor

Un petròglif és una representació gravada sobre una pedra o roca. El Grup Gallec d'Art Rupestre està constituït pels petròglifs gallecs realitzats en pedra en temps prehistòrics. Aquesta denominació la utilitzen des del 1993 alguns arqueòlegs com ara De la Peña Santos o Rey García.

## Característiques

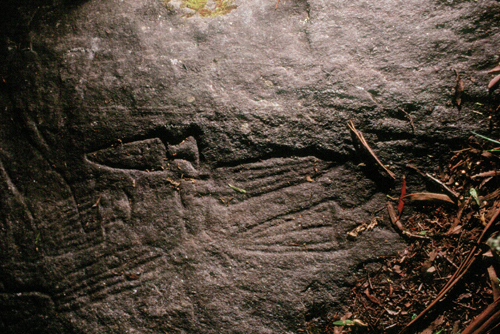
Petròglifs de Castriño de Conxo

El conjunt de petròglifs gallecs és un dels més rics i peculiars dins el marc europeu i fins i tot mundial. Els petròglifs del Grup Gallec d'Art Rupestre estan realitzats sobre granit, tret dels més primitius, que estan gravats sobre llicorella, i a Sarria i Samos sobre esquist. No se sap si aquesta fou una tria intencional o si es tracta simplement del material més durador, i és per això que han arribat fins als nostres dies. Els petròglifs gallecs presenten una erosió alta i, a vegades, són difícils d'observar.
Els conjunts de petròglifs solen ser als contraforts de les serres, i en certes altures es troben envoltant terrenys humits i muntanyes baixes, així com en les línies de trànsit que comuniquen aquestes zones amb les poblacions, com demarcant un territori. Durant l'edat del bronze els llogarets s'establien en zones amb fàcil accés a l'aigua. En les societats prehistòriques l'art probablement es relacionava amb activitats de caràcter ritual i religiós, i també com a marca territorial; els petròglifs podrien haver funcionat com a llocs d'aplec de guerrers i com a indicadors d'indrets amb una especial càrrega simbòlica.

## Cronologia

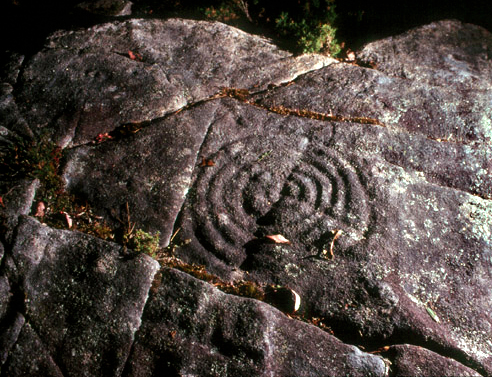
Petròglif de Teo

Els petròglifs comprenen tres períodes:
- Neolític (IV i III mil·lennis ae)
- Edat del bronze (II mil·lenni)
- Edat del ferro (I mil·lenni ae fins al segle III)

Tradicionalment els petròglifs gallecs es dataren de l'edat del bronze, tot i que alguns investigadors en delimiten el canvi del III al II mil·lenni ae, a l'inici de l'edat del bronze. En alguns casos apareixen petròglifs de datació posterior barrejats amb els existents abans, a vegades amb la finalitat de cristianitzar els símbols considerats pagans, seguint el que va succeir amb molts castres, en què s'erigiren ermites, esglésies o creus de terme al lloc que ocupaven com a procés de cristianització d'indrets que eren objecte de llegendes (amb els àrabs com a protagonistes en la majoria de casos) i cultes pagans per part del poble.

## Temes

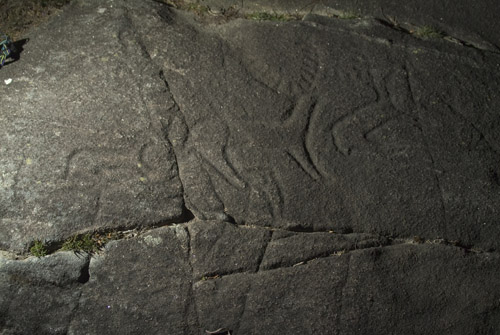
Petròglif del Pujol de Cogoludo, que representa una bandada de cérvols

N'hi ha dos tipus de dibuixos: naturalistes o figuratius, que són respectivament aquells en què es pot endevinar el que representen, com ara cérvols, cavalls, figures humanes i armes; i els geomètrics o abstractes, que no sabem què representen, com ara les combinacions circulars. Els petròglifs naturalistes són els més característics de l'art rupestre gallec a l'aire lliure (malgrat ser menys abundants que els geomètrics), a causa de la seua originalitat que els diferencien d'altres zones atlàntiques. I els geomètrics o abstractes són els més abundants i els que estan més espaiats geogràficament.
En les representacions naturalistes destaquen les representacions zoomorfes, antropomorfes i d'armes:
- En les representacions zoomorfes, els cérvols arriben al 95% del total de figures d'aquest tipus, i això mostra la importància d'aquest animal en la societat de l'època (tant alimentària, com per l'ús de pells o ossos i com a animal simbòlic del seu món mític). Hi ha moltes escenes del cicle reproductiu dels cérvols, com mascles adults bramant (en grans lloses) i femelles acompanyant les cries. A més també hi apareixen cavalls (generalment muntats per una figura humana) i serps.
- Les representacions antropomorfes solen associar-se a figures animals: la figura humana apareix representada en escenes de caça, pasturatge, etc. Les representacions humanes són molt esquemàtiques i simples.
- En les representacions d'armes es distingeixen sobretot les espases curtes, els punyals, les alabardes i els escuts. En alguns casos, però, és difícil distingir si es pretén dibuixar una arma o distingir-ne quina és: com ara en alguns dibuixos de cercles o triangulars, que poden suggerir un escut.

Les representacions geomètriques o abstractes són les més abundants, amb exemples de cercles concèntrics, dibuixos laberíntics (en destaca el Laberint de Mogor), dibuixos reticulats, espirals, punts i covetes. Totes aquestes representacions tenen un significat simbòlic, encara que és difícil interpretar-lo.
Els petròglifs no reflecteixen la vida quotidiana de les persones que els van gravar. Les comunitats de l'edat del bronze practicaven l'agricultura i la ramaderia com a base de la seua subsistència, però en els petròglifs els únics temes representats es relacionen amb la caça i la guerra. Se suposa que reflectien les activitats que la societat de l'edat del bronze considerava més prestigioses. En les escenes de caça l'únic animal mort és el cérvol, i això pot estar relacionat amb la importància simbòlica que aquest animal devia tenir. En el món imaginari d'aquestes comunitats la caça sembla ser alguna cosa més que una funció lúdica o subministradora d'aliment i devia tenir un fort contingut ritual o iniciàtic.

## Estacions arqueològiques
La major part dels petròglifs descoberts se situen al sud de Galícia, a la província de Pontevedra, a la zona costera que comprén des de la ria de Muros fins a la desembocadura del riu Minyo, i concretament a la vall del riu Lérez. Com més ens allunyem d'aquest lloc cap al nord o a les àrees d'interior en trobem un nombre molt inferior i gairebé sempre relacionats amb les valls dels rius.
- Parc arqueològic de Campo Lameiro, Pontevedra: conjunt considerat per molts autors com la "Capella Sixtina" dels petròglifs gallecs.
- Laberints de Mogor (Marín, Pontevedra).
- Vigo: en destaca el de la Pedra Moura o petròglif del Fragoselo, a Coruxo, o el petròglif de Millaradas.
- Castriño de Conxo, a Santiago de Compostela.
- Auga da Laxe, a Gondomar.
- Petròglifs de Fontemoureira, a Freixo, municipi d'Outes.
- Petròglifs de Monte Farelo, al municipi d'Antas de Ulla.
- Couto do Corno, a Teo.
- Pedra Redonda a Cerdedo-Cotobade.
- Algunes estacions a Oia, a la serra de Groba.

## Galeria d'imatges

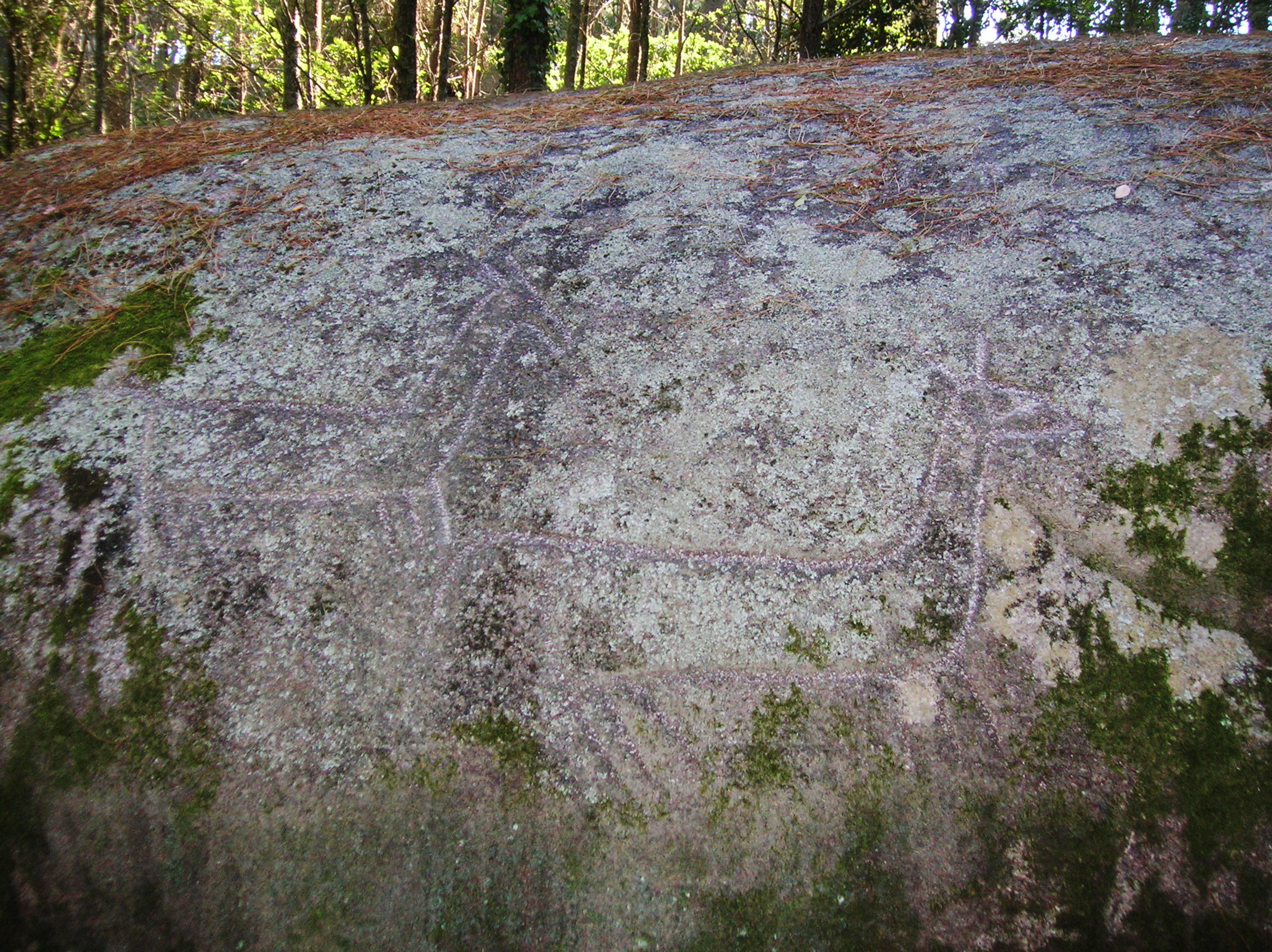
Pedra de les Cabres a Ribeira
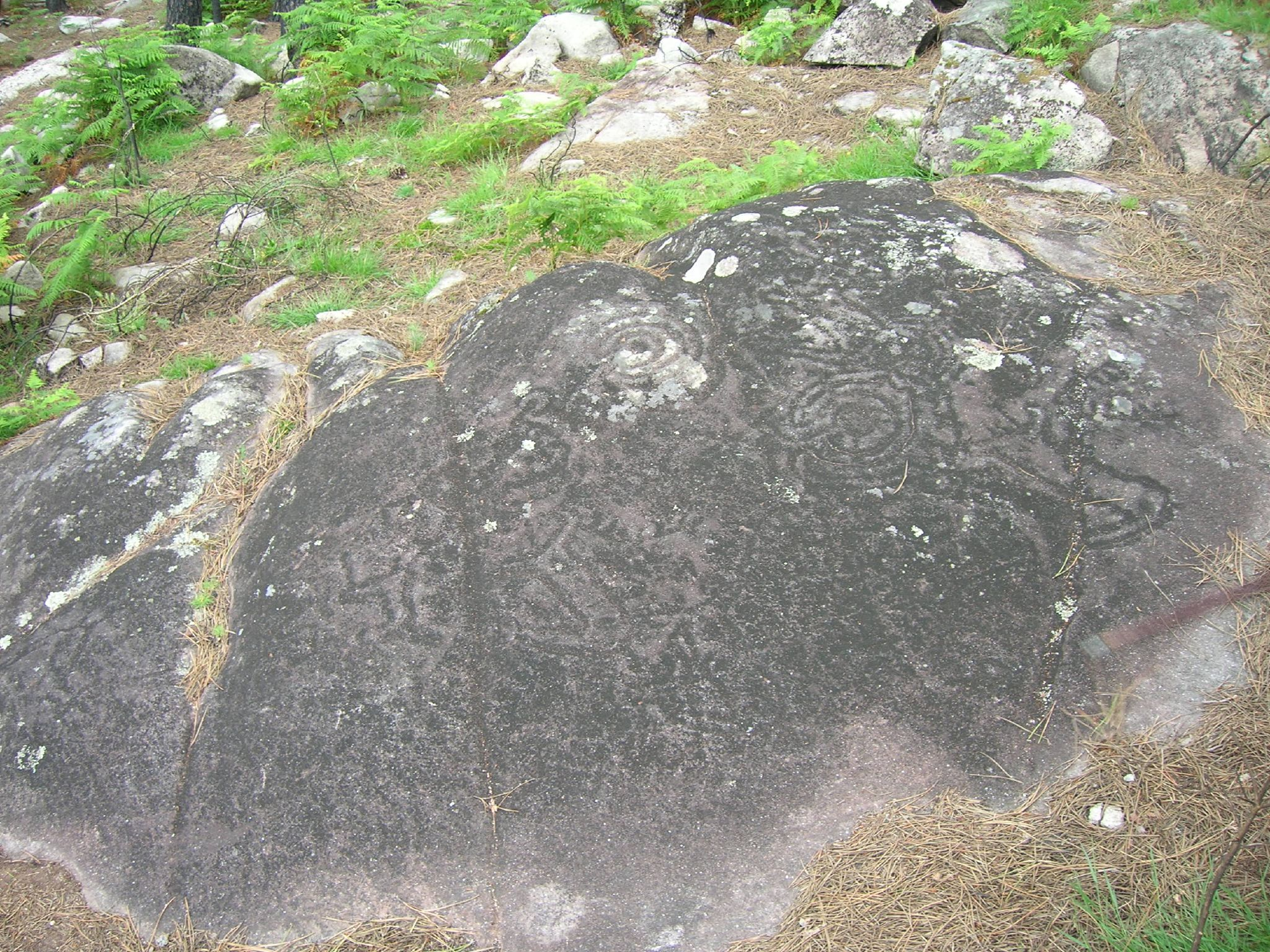
Petròglifs de Fentáns a San Xurxo de Sacs, Cerdedo-Cotobade
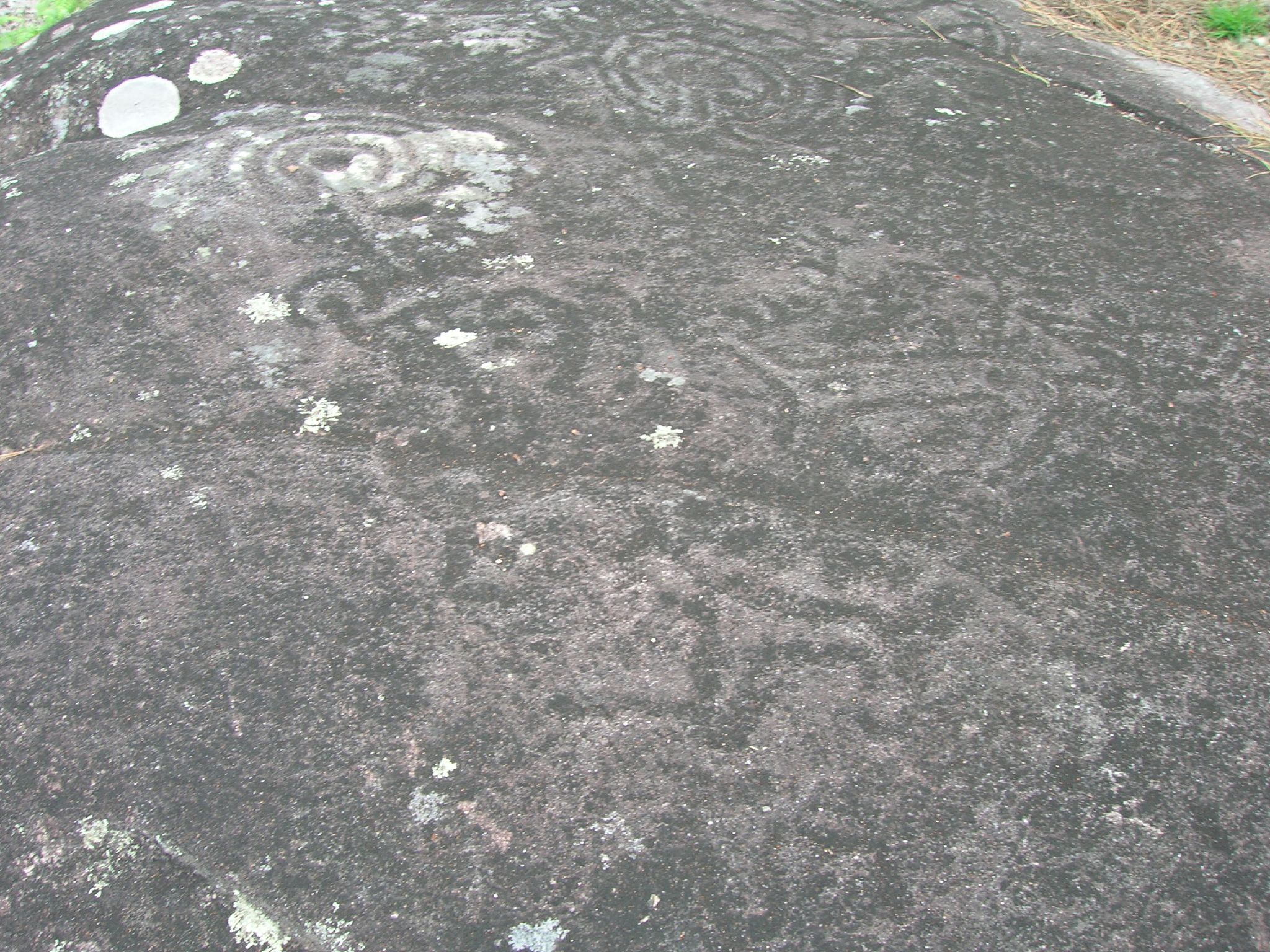
Petròglifs de Fentáns
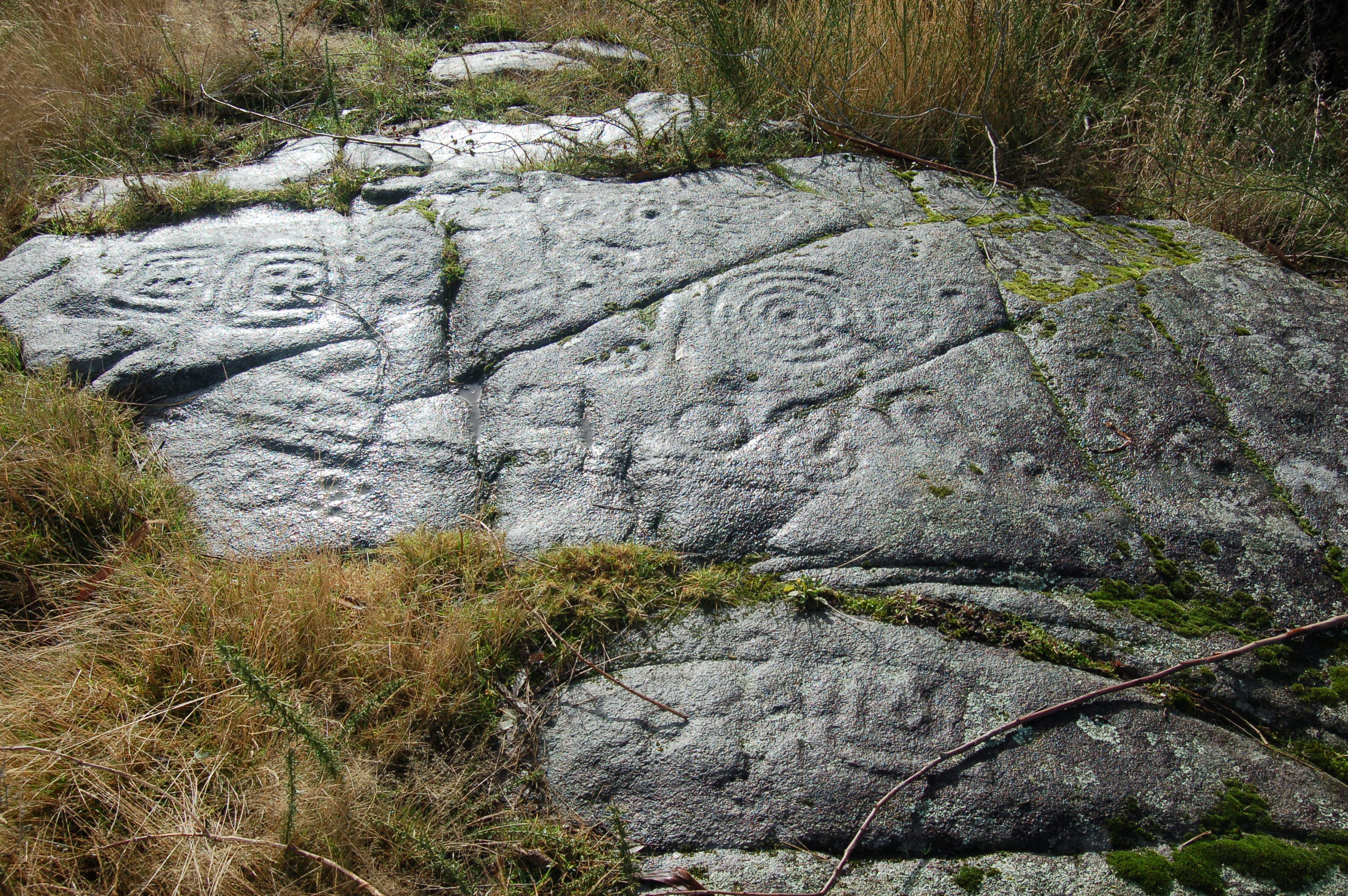
Portela de Laxe
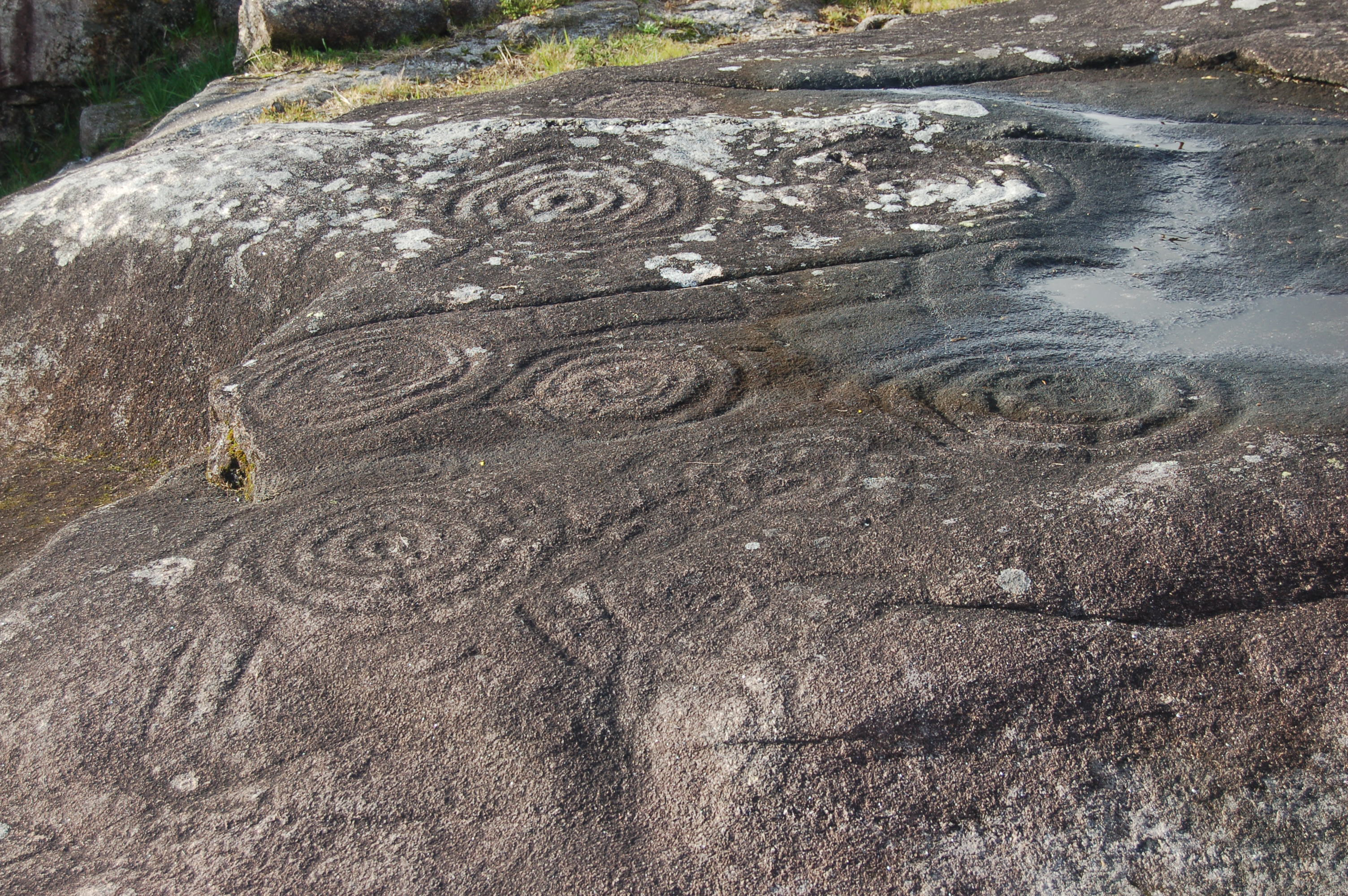
Petróglifos del Llom de la Costa en Sacs, Cerdedo-Cotobade
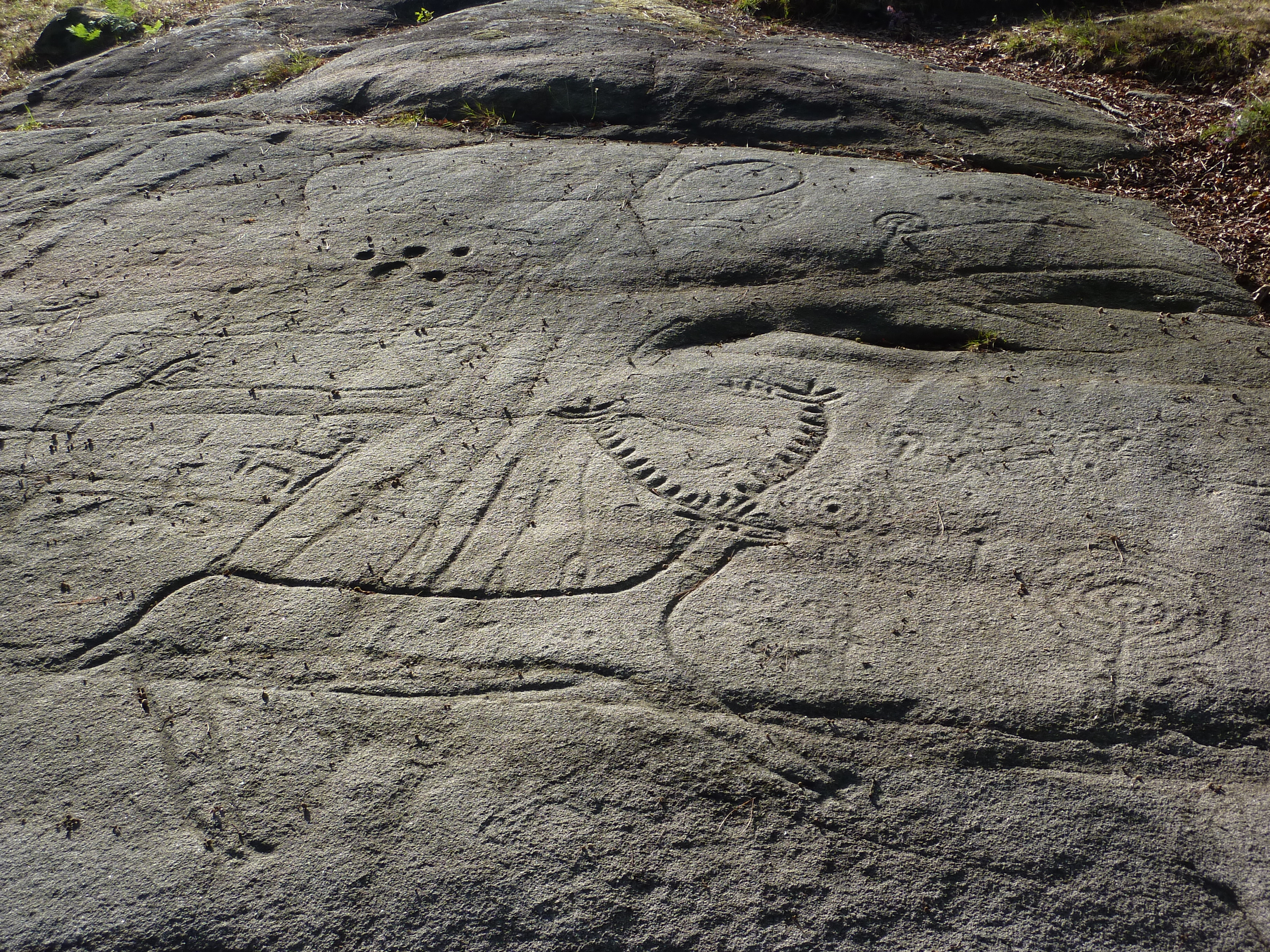
Petròglif de Carvalhos, a Camp Lameiro